# (400235) 2007 GC48
(400235) 2007 GC48 es un asteroide perteneciente al cinturón de asteroides, descubierto el 14 de abril de 2007 por el equipo del Spacewatch desde el Observatorio Nacional de Kitt Peak, Arizona, Estados Unidos.

## Designación y nombre
Designado provisionalmente como 2007 GC48.

## Características orbitales
2007 GC48 está situado a una distancia media del Sol de 2,245 ua, pudiendo alejarse hasta 2,578 ua y acercarse hasta 1,913 ua. Su excentricidad es 0,147 y la inclinación orbital 2,007 grados. Emplea 1229,44 días en completar una órbita alrededor del Sol.

## Características físicas
La magnitud absoluta de 2007 GC48 es 18.